# Serie A Élite 2023-2024 (rugby a 15 maschile)
La Serie A Élite 2023-24 fu il 94º campionato nazionale italiano di rugby a 15 di prima divisione.
Si tenne dal 7 ottobre 2023 al 2 giugno 2024 tra 9 squadre che si incontrarono nella stagione regolare per decidere le sei classificate ai gironi di semifinale.
L'insolito numero di squadre era dovuto al ritiro dal torneo del Calvisano, che comunicò alla F.I.R. la volontà di non iscriversi al torneo e chiese l'assegnazione alla serie inferiore.
Statisticamente rilevante la presenza del Vicenza, alla sua prima esperienza assoluta nella massima divisione nazionale.
Il torneo, con una formula modificata rispetto alle precedenti edizioni, vide il ritorno in finale di Viadana dopo 14 anni; i mantovani furono tuttavia sconfitti dal Petrarca che, imponendosi per 28-10, si aggiudicarono il loro quindicesimo scudetto affiancando il Benetton al secondo posto del palmarès.
Il torneo non previde retrocessioni.
Il valore delle marcature, come stabilito da World Rugby nel 2017, è: 5 punti per ciascuna meta (7 se trasformata), 7 punti per la meta tecnica, 3 punti per la realizzazione di ciascun calcio piazzato, idem per il drop.

## Formato
La stagione regolare si tenne con la formula del girone all'italiana con gare d'andata e ritorno, con ciascuna delle nove squadre a riposo complessivamente in due turni.
Al termine della stagione regolare furono formati due gironi sostitutivi di semifinale, uno dei quali costituito dalla prima, la quarta e la quinta classificata della prima fase e l'altro dalla seconda, terza e sesta classificata.
In tale girone le squadre si incontrarono sempre all'italiana ma in gara unica, con vantaggio del confronto in casa per quella meglio piazzata nella stagione regolare.
Al termine degli incontri, la vincitrice di ciascuno dei due gironi si qualificò per la gara di finale, in programma allo stadio Lanfranchi di Parma.

## Squadre partecipanti
| Club       | Sponsor                        | Città           | Impianto interno                          |
| ---------- | ------------------------------ | --------------- | ----------------------------------------- |
| Colorno    | HBS (oleoidraulica)            | Colorno         | Stadio Gino Maini                         |
| Fiamme Oro |                                | Roma            | CS Polizia di Stato, caserma S. Gelsomini |
| Lyons      | Sitav (meccanica)              | Piacenza        | Stadio Walter Beltrametti                 |
| Mogliano   |                                | Mogliano Veneto | Stadio Maurizio Quaggia                   |
| Petrarca   |                                | Padova          | CS Memo Geremia                           |
| Rovigo     | Femi-CZ (portacavi)            | Rovigo          | Stadio Mario Battaglini                   |
| Valorugby  |                                | Reggio Emilia   | Stadio Mirabello                          |
| Viadana    |                                | Viadana         | Stadio Luigi Zaffanella                   |
| Vicenza    | Rangers (servizi di sicurezza) | Vicenza         | Rugby Arena                               |

## Stagione regolare

### Risultati
|            | 1ª giornata            |       |
| ---------- | ---------------------- | ----- |
| 8-10-2023  | Rovigo — Lyons         | 6-19  |
| 7-10-2023  | Petrarca — Viadana     | 27-27 |
| 8-10-2023  | Mogliano — Colorno     | 10-18 |
| 7-10-2023  | Fiamme Oro — Valorugby | 24-20 |
|            |                        |       |
|            | 4ª giornata            |       |
| 28-10-2023 | Lyons — Viadana        | 13-15 |
| 5-11-2023  | Vicenza — Petrarca     | 3-45  |
| 5-11-2023  | Fiamme Oro — Colorno   | 27-29 |
| 4-11-2023  | Mogliano — Valorugby   | 32-35 |
|            |                        |       |
|            | 7ª giornata            |       |
| 3-12-2023  | Vicenza — Rovigo       | 16-45 |
| 3-12-2023  | Mogliano — Petrarca    | 19-18 |
| 2-12-2023  | Colorno — Lyons        | 22-17 |
| 2-12-2023  | Viadana — Fiamme Oro   | 14-9  |
|            |                        |       |
|            | 10ª giornata           |       |
| 6-1-2024   | Lyons — Rovigo         | 18-33 |
| 7-1-2024   | Viadana — Petrarca     | 19-18 |
| 7-1-2024   | Colorno — Mogliano     | 29-12 |
| 6-1-2024   | Valorugby — Fiamme Oro | 17-3  |
|            |                        |       |
|            | 13ª giornata           |       |
| 17-2-2024  | Rovigo — Viadana       | 32-12 |
| 18-2-2024  | Fiamme Oro — Petrarca  | 16-33 |
| 18-2-2024  | Colorno — Valorugby    | 26-38 |
| 17-2-2024  | Vicenza — Lyons        | 16-36 |
|            |                        |       |
|            | 16ª giornata           |       |
| 24-3-2024  | Lyons — Valorugby      | 43-26 |
| 23-3-2024  | Colorno — Viadana      | 20-26 |
| 23-3-2024  | Rovigo — Petrarca      | 12-10 |
| 24-3-2024  | Vicenza — Mogliano     | 31-42 |

|            | 2ª giornata           |       |
| ---------- | --------------------- | ----- |
| 15-10-2023 | Colorno — Rovigo      | 19-22 |
| 14-10-2023 | Valorugby — Petrarca  | 24-24 |
| 14-10-2023 | Vicenza — Fiamme Oro  | 27-32 |
| 15-10-2023 | Viadana — Mogliano    | 29-17 |
|            |                       |       |
|            | 5ª giornata           |       |
| 12-11-2023 | Rovigo — Mogliano     | 19-19 |
| 12-11-2023 | Colorno — Vicenza     | 36-24 |
| 11-11-2023 | Valorugby — Viadana   | 16-23 |
| 11-11-2023 | Fiamme Oro — Lyons    | 29-24 |
|            |                       |       |
|            | 8ª giornata           |       |
| 9-12-2023  | Rovigo — Valorugby    | 23-21 |
| 10-12-2023 | Lyons — Petrarca      | 0-52  |
| 9-12-2023  | Fiamme Oro — Mogliano | 48-14 |
| 10-12-2023 | Viadana — Vicenza     | 26-9  |
|            |                       |       |
|            | 11ª giornata          |       |
| 28-1-2024  | Rovigo — Colorno      | 16-12 |
| 28-1-2024  | Petrarca — Valorugby  | 21-21 |
| 27-1-2024  | Fiamme Oro — Vicenza  | 47-17 |
| 27-1-2024  | Mogliano — Viadana    | 31-40 |
|            |                       |       |
|            | 14ª giornata          |       |
| 3-3-2024   | Mogliano — Rovigo     | 11-41 |
| 3-3-2024   | Vicenza — Colorno     | 15-41 |
| 2-3-2024   | Viadana — Valorugby   | 29-18 |
| 2-3-2024   | Lyons — Fiamme Oro    | 14-26 |
|            |                       |       |
|            | 17ª giornata          |       |
| 7-4-2024   | Vicenza — Viadana     | 12-36 |
| 6-4-2024   | Valorugby — Rovigo    | 23-17 |
| 6-4-2024   | Mogliano — Fiamme Oro | 29-14 |
| 7-4-2024   | Petrarca — Lyons      | 34-19 |

|            | 3ª giornata           |       |
| ---------- | --------------------- | ----- |
| 22-10-2023 | Viadana — Rovigo      | 6-18  |
| 22-10-2023 | Petrarca — Fiamme Oro | 30-25 |
| 21-10-2023 | Valorugby — Colorno   | 15-19 |
| 21-10-2023 | Lyons — Vicenza       | 27-12 |
|            |                       |       |
|            | 6ª giornata           |       |
| 18-11-2023 | Rovigo — Fiamme Oro   | 26-16 |
| 19-11-2023 | Petrarca — Colorno    | 40-20 |
| 19-11-2023 | Vicenza — Valorugby   | 30-35 |
| 18-11-2023 | Lyons — Mogliano      | 15-21 |
|            |                       |       |
|            | 9ª giornata           |       |
| 24-12-2023 | Petrarca — Rovigo     | 10-12 |
| 22-12-2023 | Viadana — Colorno     | 28-19 |
| 22-12-2023 | Valorugby — Lyons     | 36-28 |
| 23-12-2023 | Mogliano — Vicenza    | 30-20 |
|            |                       |       |
|            | 12ª giornata          |       |
| 11-2-2024  | Petrarca — Vicenza    | 57-0  |
| 10-2-2024  | Colorno — Fiamme Oro  | 14-0  |
| 11-2-2024  | Valorugby — Mogliano  | 31-0  |
| 10-2-2024  | Viadana — Lyons       | 24-13 |
|            |                       |       |
|            | 15ª giornata          |       |
| 17-3-2024  | Colorno — Petrarca    | 28-30 |
| 17-3-2024  | Valorugby — Vicenza   | 31-13 |
| 16-3-2024  | Fiamme Oro — Rovigo   | 24-33 |
| 16-3-2024  | Mogliano — Lyons      | 38-32 |
|            |                       |       |
|            | 18ª giornata          |       |
| 13-4-2024  | Petrarca — Mogliano   | 38-28 |
| 14-4-2024  | Rovigo — Vicenza      | 54-7  |
| 14-4-2024  | Fiamme Oro — Viadana  | 20-35 |
| 13-4-2024  | Lyons — Colorno       | 23-26 |

### Classifica
| Pos | Squadra    | G  | V  | N | P  | PF  | PS  | DP   | BMP | Pt |
| --- | ---------- | -- | -- | - | -- | --- | --- | ---- | --- | -- |
| 1   | Viadana    | 16 | 13 | 1 | 2  | 389 | 292 | +97  | 7   | 61 |
| 2   | Rovigo     | 16 | 13 | 1 | 2  | 409 | 243 | +166 | 6   | 60 |
| 3   | Petrarca   | 16 | 9  | 3 | 4  | 487 | 273 | +214 | 12  | 54 |
| 4   | Valorugby  | 16 | 8  | 2 | 6  | 407 | 355 | +52  | 11  | 47 |
| 5   | Colorno    | 16 | 9  | 0 | 7  | 378 | 343 | +35  | 10  | 46 |
| 6   | Mogliano   | 16 | 6  | 1 | 9  | 353 | 458 | −105 | 7   | 33 |
| 7   | Fiamme Oro | 16 | 6  | 0 | 10 | 360 | 376 | −16  | 7   | 31 |
| 8   | Lyons      | 16 | 4  | 0 | 12 | 341 | 416 | −75  | 12  | 28 |
| 9   | Vicenza    | 16 | 0  | 0 | 16 | 252 | 620 | −368 | 3   | 3  |

## Semifinaliplay-off

### Girone A
|           | Incontro            |       |
| --------- | ------------------- | ----- |
| 27-4-2024 | Viadana — Colorno   | 33-10 |
| 4-5-2024  | Valorugby — Colorno | 22-17 |
| 11-5-2024 | Viadana — Valorugby | 18-16 |

#### Classifica
| Pos | Squadra   | G | V | N | P | PF | PS | DP  | BMP | Pt |
| --- | --------- | - | - | - | - | -- | -- | --- | --- | -- |
| 1   | Viadana   | 2 | 2 | 0 | 0 | 51 | 26 | +25 | 1   | 9  |
| 2   | Valorugby | 2 | 1 | 0 | 1 | 38 | 35 | +3  | 1   | 5  |
| 3   | Colorno   | 2 | 0 | 0 | 2 | 27 | 55 | −28 | 1   | 1  |

### Girone B
|           | Incontro            |       |
| --------- | ------------------- | ----- |
| 28-4-2024 | Rovigo — Mogliano   | 29-12 |
| 5-5-2024  | Petrarca — Mogliano | 31-21 |
| 12-5-2024 | Rovigo — Petrarca   | 22-24 |

#### Classifica
| Pos | Squadra  | G | V | N | P | PF | PS | DP  | BMP | Pt |
| --- | -------- | - | - | - | - | -- | -- | --- | --- | -- |
| 1   | Petrarca | 2 | 2 | 0 | 0 | 55 | 43 | +12 | 1   | 9  |
| 2   | Rovigo   | 2 | 1 | 0 | 1 | 51 | 36 | +15 | 1   | 5  |
| 3   | Mogliano | 2 | 0 | 0 | 2 | 33 | 60 | −27 | 0   | 0  |

## Finale
| Arbitro: | F. Vedovelli (Sondrio) |

| |              | |
| tecnica 33’ | mt           | 22’ Esposito 24’ Trotta 80’ Fernández |
| | tr           | 22’, 24’ Lyle |
| Farias 2’ | c.p.         | 7’, 59’, 74’ Lyle |
| · Sauze · 67’ Bronzini · 24’ Morosini · Jannelli · Ciofani · Farias · Baronio · 41’ Mistretta · 39’ Luccardi · 41’ Mignucci · Schinchirimini · 57’ Lavorenti · Locatelli · 52’ Wagenpfeil · Ruiz | Formazioni   | · Lyle 79’ · Fou 66’ · De Masi · Broggin · Esposito · Fernández · Tebaldi · Borean 54’ · Cugini 49’ · Hughes 34’ 79’ · Galetto · Ghigo 63’ · Casolari 49’ · Nostran 55’ · Trotta |
| · 24’ Ciardullo · 39’ Denti · 41’ Fiorentini · 41’ Oubina · 52’ Boschetti · 57’ Catalano · 67’ 72’ Madero · 72’ Gregorio                                                                         | Sostituzioni | · Montilla 49’ · Romanini 49’ · Brugnara 54’ · Vunisa 55’ · Michieletto 63’ · Scagnolari 66’ · Bizzotto 79’ · Citton 79’                                                         |
| Gilberto Pavan | Allenatori   | Andrea Marcato |